# Retrograde
| Оценки критиков    | Оценки критиков |
| Источник           | Оценка          |
| ------------------ | --------------- |
| AllMusic           | [ 1 ]           |
| New Noise Magazine | [ 2 ]           |
| RockSound          | [ 3 ]           |
| CaliberTV          | 9.4/10          |

Retrograde — третий альбом группы Crown The Empire, вышедший 22 июля 2016 года на лейбле Rise Records. Это последний альбом при участии совокалиста Дэвида Эскамилльи, покинувшего группу в январе 2017 года.

## Список композиций[5]
| №   | Название                  | Длительность |
| --- | ------------------------- | ------------ |
| 1.  | «SK-68»                   |              |
| 2.  | «Are You Coming With Me?» |              |
| 3.  | «Zero»                    |              |
| 4.  | «Aftermath»               |              |
| 5.  | «Hologram»                |              |
| 6.  | «The Fear Is Real»        |              |
| 7.  | «Lucky Us»                |              |
| 8.  | «Weight of the World»     |              |
| 9.  | «Signs of Life»           |              |
| 10. | «Oxygen»                  |              |
| 11. | «Kaleidoscope»            |              |
| 12. | «For Days» (bonus track)  |              |
| 13. | «Mercury» (bonus track)   |              |

## Участники записи
- Эндрю Рокхольд — чистый вокал
- Дэвид Эскамиллья — чистый вокал, экстрим-вокал, ритм-гитара
- Брэндон Хувер — соло-гитара, бэк-вокал
- Хейден Три — бас-гитара
- Брент Тадди — ударные